# Ганкун, Монкан
Монкан Ганкун (тайск. มนต์แคน แก่นคูน; англ. Monkaen Kaenkoon; род. 20 июля 1973, Ясотхон) — тайский певец и актёр. 

## Биография
Родился 20 июля в 1973 году в Ясотхоне. Учился в школе Лоенг Нок Тха на северо-востоке Таиланда.
Монкан Ганкун исполняет песни в жанрах мор-лам (тайский кантри) и лук тхунг (тайский поп-кантри). С 2005 года сотрудничает с лейблом звукозаписи GMM Grammy. Выпустил девять сольных альбомов. В 2020 году стал лидером среди артистов по количеству просмотров видеоклипов на YouTube в Таиланде, опередив такие группы, как Blackpink и BTS. 

## Дискография

### Альбом
- 2005 — Yang Koay Thee Soai Derm[6]
- 2006 — Yam Tor Khor Toe Haa
- 2008 — Sang Fan Duai Kan Bor
- 2009 — Roang Bgan Pit Kid Hot Nong
- 2010 — Fan Eek Krang Tong Pueng Ther
- 2012 — Trong Nan Kue Na Thee Trong Nee Kue Hua Jai
- 2016 — Hai Khao Rak Ther Muean Ther Rak Khaw[7]
- 2018 — Ai Hak Khaw Toan Jao Bor Hak
- 2019 — San Ya Nam Ta Mae

### Синглы
- 2016 — Kham Wa Hak Kha Mun Hiea Tim Sai[8]